# Matthew B. J. Delaney

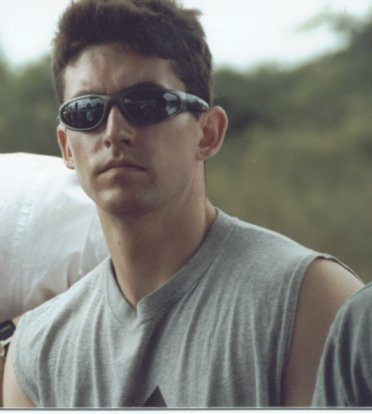
Matthew B. J. Delaney, 2016

Matthew B. J. Delaney (auch bekannt als Matthew Delaney) ist ein amerikanischer Schriftsteller und Mitglied des New York City Police Department. Aufgewachsen ist er in Sudbury, Massachusetts.

## Leben
Delaney erhielt seinen Bachelorabschluss der Volkswirtschaftslehre am Dartmouth College in New Hampshire und seinen Masterabschluss an der Harvard University in Verwaltungslehre. Nach den Terroranschlägen am 11. September 2001 verließ er seinen Job in der Finanzindustrie und ging nach New York City, um dort als Polizist anzufangen.
Neben seinem Hauptberuf ist er zudem als Autor tätig. Sein erster Roman Jinn erschien im Jahr 2004 auf Englisch und im deutschsprachigen Raum als Dämon im Frühjahr 2005. Die Filmrechte an dem Buch wurden bereits vor der Fertigstellung an Touchstone Pictures verkauft. Sein zweiter Roman Golem wurde direkt auf Deutsch im September 2010 veröffentlicht, eine englische Ausgabe ist bis heute nicht geplant. Anfang September 2016 erschien sein dritter Roman auf Englisch mit dem Titel Black Rain. Im Juli 2017 erschien sein neuer Roman The Memory Agent.
Derzeit ist er weiterhin in Brooklyn als Lieutenant für Sondereinsätze in einer Einheit gegen Gewaltdelikte tätig.

## Werke
- Jinn. St. Martin’s Press, New York 2003, ISBN 978-0-312-27670-6
  - deutsch: Dämon. Bastei Lübbe, Bergisch Gladbach 2005, ISBN 978-3-404-15264-3
    - Neuauflage: Dämon. Be Thrilled, Köln 2022, ISBN 978-3-7517-1763-2
- Golem. Bastei Lübbe, Köln 2010, ISBN 978-3-7857-6037-6
- Black Rain. 47North, Seattle 2016, ISBN 978-1-5039-3701-7
- The Memory Agent. 47North, Seattle 2017, ISBN 978-1-5039-4269-1

## Auszeichnungen
- 2004: International Horror Guild Award für Dämon